# Анрі Пуанкаре
Жуль Анрі́ Пуанкаре́ (фр. Jules Henri Poincaré; 29 квітня 1854 — 17 липня 1912, Париж) — французький математик, фізик, філософ і теоретик науки. Голова Паризької академії наук (з 1906) і Французької академії (з 1908). Пуанкаре називають одним з найбільших математиків всіх часів, останнім математиком-універсалом, людиною, здатною охопити всі математичні результати свого часу.
Член Лондонського королівського товариства (1894), іноземний член-кореспондент Петербурзької АН (1895), член Геттінгенської академії наук, президент Французького астрономічного товариства, член Бюро довгот в Парижі (1893).

## Біографія
Анрі Пуанкаре народився 29 квітня 1854 року в містечку Сіте-Дюкаль поблизу Нансі (Лотарингія, Франція). Його батько, Леон Пуанкаре, був професором медицини в Університеті Нансі.
Мати Анрі, Євгенія Лануа, весь вільний час присвячувала вихованню дітей — сина Анрі і дочки Аліни. З самого дитинства за Анрі закріпилася слава неуважної, недбалої людини, що має труднощі з графічним закріпленням своїх знань. Ці риси в майбутньому виявилися в своєрідній індивідуальній манері Пуанкаре-ученого. У дитинстві Анрі переніс дифтерію, яка ускладнилася паралічем ніг і м'якого піднебіння. Хвороба затягнулася на декілька місяців, протягом яких він не міг ні ходити, ні говорити. За цей час у нього дуже сильно розвинулося слухове сприйняття і, зокрема, з'явилася цікава здатність — кольорове сприйняття звуків, яка збереглася у нього до кінця життя.
Добра домашня підготовка дозволила Анрі у вісім з половиною років вступити відразу на другий рік навчання в ліцеї. Там його відзначили як старанного й допитливого учня. Його інтерес до математики був помірний — через деякий час він перейшов на відділення словесності. 3 серпня 1871 року Пуанкаре отримав ступінь бакалавра словесності з оцінкою «добре». Через декілька днів Анрі виявив бажання брати участь в іспитах на ступінь бакалавра наук, який йому вдалося здати, хоча лише з оцінкою «задовільно», зокрема тому, що він «провалив» письмову роботу з математики. Спізнившись, розпашілий Анрі погано зрозумів завдання — замість того, щоб виводити формулу для суми геометричної прогресії, він відхилився і розкрив зовсім інше питання[джерело?]. Втім, слава про його надзвичайні здібності вже тоді досягла стін університету, тому екзаменаційна комісія пішла назустріч — його було допущено до усного іспиту, який він блискуче склав. У подальші роки математичні таланти Пуанкаре виявилися яскравіше. У жовтні 1873 року він став студентом Політехнічної школи. Далі він вступив до Гірничої школи, найавторитетнішого в той час спеціального вищого навчального закладу. Там він через декілька років захистив докторську дисертацію, про яку Жан Гастон Дарбу, що був у складі комісії, сказав: «З першого ж погляду мені стало зрозуміло, що робота виходить за рамки звичайного і з лишком заслуговує того, щоб її прийняли. Вона містила цілком досить результатів, щоб забезпечити матеріалом багато хороших дисертацій».
Отримавши ступінь доктора, Пуанкаре почав викладацьку діяльність в Кані (Нормандія) і паралельно писав свої перші серйозні статті — вони присвячені запровадженому ним поняттю автоморфних функцій і відразу привернули увагу європейських математиків. Там же, в Кані, він познайомився зі своєю майбутньою дружиною Полен д'Андесі. 20 квітня 1881 року вони побралися.
У жовтні 1881 року Пуанкаре погодився на посаду викладача на факультеті наук в Паризькому університеті. З осені 1886 року він очолив кафедру математичної фізики й теорії ймовірностей Паризького університету, а в січні 1887 року його обирали членом французької Академії наук. У Парижі він написав свої фундаментальні роботи з диференціальних рівнянь, небесної механіки, топології.
У 1887 році, коли король Швеції Оскар II організував математичний конкурс і запропонував учасникам розрахувати рух тіл Сонячної системи під впливом їхнього власного взаємного притягання, Пуанкаре показав, що ця задача (так звана задача трьох тіл) не має розв'язку в інтегралах. З 1893 року Пуанкаре — член Бюро довгот, з 1896 року очолював кафедру астрономії. У 1904 році Пуанкаре зголосився зайняти посаду професора загальної астрономії у Політехнічній школі без оплати, щоб зберегти викладання дисципліни. В 1906 році став президентом Французької академії наук.
Помер 17 липня 1912 року в Парижі. Похований у сімейному склепі на столичному кладовищі Монпарнас.

## Внесок у науку

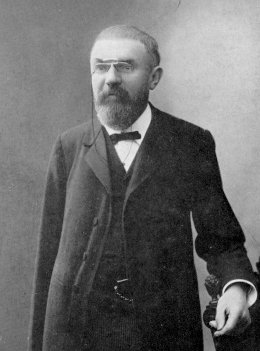

Математична діяльність Пуанкаре мала міждисциплінарний характер, завдяки чому за тридцять з невеликим років своєї напруженої творчої діяльності він залишив фундаментальні праці практично у всіх галузях математики.
Роботи Пуанкаре, опубліковані Паризькою Академією наук в 1916—1954, становлять 10 томів. Це праці з топології, теорії ймовірності, теорії диференціальних рівнянь, теорії автоморфних функцій, неевклідової геометрії. Пуанкаре серйозно використовував і доповнив методи математичної фізики, зокрема, вніс істотний внесок до теорії потенціалу, теорії теплопровідності. Він також займався розв'язуванням різних завдань з механіки і астрономії. Після захисту докторської дисертації, присвяченої вивченню особливих точок системи диференціальних рівнянь, Пуанкаре написав ряд мемуарів під загальною назвою «Про криві, визначені диференціальними рівняннями». У них він побудував якісну теорію диференціальних рівнянь, досліджував характер ходу інтегральних кривих на площині, дав класифікацію особливих точок, вивчив граничні цикли. Пуанкаре успішно застосовував результати своїх досліджень до задачі про рух трьох тіл, детально вивчивши поведінку розв'язку (періодичність, асимптотичність і т. д.). Ним уведені методи малого параметра, нерухомих точок, рівнянь у варіаціях, розроблена теорія інтегральних інваріантів.
Пуанкаре належать багато важливих для небесної механіки праць про стійкість руху і про фігури рівноваги гравітуючої рідини, що обертається. Пуанкаре вперше ввів в розгляд автоморфні функції і детально їх досліджував. При розробці їх теорії він застосував гіперболічну геометрію. Для функцій декількох комплексних змінних він побудував теорію інтегралів, подібну до теорії інтегралів Коші. Всі ці дослідження врешті-решт привели Пуанкаре до абстрактного топологічного визначення гомотопії і гомології. Також він вперше ввів основні поняття комбінаторної топології, такі як числа Бетті, фундаментальну групу, довів формулу, що зв'язує число ребер, вершин і граней n-вимірного поліедра (формулу Ейлера — Пуанкаре), дав перше точне формулювання інтуїтивного поняття розмірності. В галузі математичної фізики Пуанкаре досліджував коливання тривимірного континууму, вивчив ряд задач теплопровідності, а також різні задачі в галузі теорії потенціалів, електромагнітних коливань. Йому належать також праці з обґрунтування принципу Діріхле, для чого він розробив т.з. метод виметення.
Ім'я Пуанкаре безпосередньо пов'язане з успіхом теорії відносності: довгий час він співпрацював з Гендріком Лоренцом і ще в 1898 році, задовго до Ейнштейна, в своїй роботі «Вимірювання часу» сформулював принцип відносності, а потім навіть ввів чотиривимірний простір-час, теорію якого в співпраці з Ейнштейном пізніше розробив Герман Мінковський. У 1905 році він написав твір «Про динаміку електрона», в якому розвинув математичні наслідки «постулату відносності». Знайомство з працями Пуанкаре сам Ейнштейн довгий час заперечував. Водночас сам Пуанкаре, який відрізнявся виключно етичним ставленням до наукового доробку колег і завжди у своїх лекціях давав екскурс з історії досліджень у тій чи іншій галузях, стосовно робіт Ейнштейна та Мінковського не робив ніяких коментарів (навіть не згадував їх).
Астрономічні роботи Пуанкаре відносяться до небесної механіки і космогонії. Його дослідження з якісної теорії диференціальних рівнянь мають важливе значення при вирішенні різних прикладних завдань, особливо в небесній механіці. У праці «Нові методи небесної механіки» (т. 1-3, 1892—1899), а також у «Лекціях з небесної механіки» (т. 1-3, 1905—1910) Пуанкаре розвинув і вдосконалив класичні методи вирішення завдань, пов'язаних з вивченням збуреного руху. Досліджував періодичні та асимптотичні рішення диференціальних рівнянь, ввів методи малого параметра, рівняння в варіаціях, розробив теорію інтегральних інваріантів, надалі застосовану в теорії стійкості. В галузі космогонії Пуанкаре поряд із загальною теорією стійкості руху розробив питання про фігури рівноваги гравітуючих рідких мас, що сприяло розвитку уявлень про походження подвійних зірок шляхом ділення одиничних обертових зірок. У книзі «Лекції про космогонічні гіпотези» (1911) дав високу оцінку космогонічній гіпотезі Лапласа, вважаючи основні її положення найбільш обґрунтованими.

### Наукові терміни, зв'язані з ім'ям Пуанкаре
- Гіпотеза Пуанкаре
- Група Пуанкаре
- Двоїстість Пуанкаре
- Лема Пуанкаре
- Метрика Пуанкаре
- Модель Пуанкаре гіперболічного простору
- Нормальна форма Пуанкаре — Дюлака
- Відображення Пуанкаре
- Остання теорема Пуанкаре
- Сфера Пуанкаре
- Теорема Пуанкаре — Бендиксона
- Теорема Пуанкаре — Вольтерра
- Теорема Пуанкаре про векторне поле
- Теорема Пуанкаре про повернення
- Теорема Пуанкаре про швидкість росту цілої функції
- Теорема Пуанкаре про класифікації гомеоморфізмів кола
- Теорема Пуанкаре — Біркгофа — Вітта та багато інших.

## Філософська концепція Пуанкаре
За часів Пуанкаре набирала силу третя хвиля позитивізму, в рамках якої, зокрема, математика проголошувалась частиною логіки. Цю ідею проповідували такі видатні учені, як Бертран Рассел, Готлоб Фреге і Давид Гільберт. Пуанкаре був категорично проти такого роду формалістичних поглядів. Він вважав, що в основі діяльності математики лежить інтуїція, а сама наука не допускає повного аналітичного обґрунтування.
Свою роботу він повністю підпорядковував цьому принципу: Пуанкаре завжди спочатку повністю розв'язував задачі в голові, а потім записував розв'язки. Він мав феноменальну пам'ять і міг слово в слово цитувати прочитані книги і проведені бесіди (пам'ять, інтуїція і уява Анрі Пуанкаре навіть стали предметом справжнього психологічного дослідження). Крім того, він ніколи не працював над одним завданням довгий час, вважаючи, що підсвідомість вже отримала завдання і продовжує роботу, навіть коли він роздумує про інші речі. Втім, зауважмо, що часто легенди про його несхильність до письмової роботи не мали під собою достатніх підстав — так, анекдоти про Пуанкаре, що начебто мав звичку слухати лекції, склавши руки, важко узгоджуються із існуванням 4500(!) сторінок його конспектів різних років. Схоже, що в дійсності він ще й записував!
Пуанкаре вважав, що основні положення (принципи, закони) будь-якої наукової теорії не є ані синтетичними істинами a priori (як, наприклад, для Канта), ані моделями об'єктивної реальності (як, наприклад, для матеріалістів XVIII століття). Вони суть угоди, єдиною абсолютною умовою яких є несуперечність. Вибір тих або інших положень з безлічі можливих, взагалі кажучи, довільний, якщо відвернутися від практики їх застосування. Але оскільки ми керуємося останньою, довільність вибору основних принципів обмежена, з одного боку, потребою нашої думки в максимальній простоті теорій, з іншої — необхідністю успішного їх використання. Так, науковець вважає, що графік його дослідних результатів вкладається на плавну криву тому, що він змушений так робити: інакше він зіткнеться із непереборними труднощами. Хоча наука й більше не має простоту природи як одну з основних аксіом, але вона мусить діяти так, ніби вона цю аксіому приймає. У межах цих вимог поміщена відома свобода вибору, зумовлена відносним характером самих цих вимог. Ця філософська доктрина отримала згодом назву конвенціоналізму.
Скажімо, за Пуанкаре, евклідова геометрія описує простір так само точно, як і неевклідова — а саме, питання про коректність такого опису не може мати відповіді: жодними дослідами неможливо виявити властивості простору, адже досліди виявляють властивості об'єктів у просторі, а не самого простору, ставити за мету дізнатись його структуру абсурдно. Вчений наводить як приклад аргумент, що, нібито, вимірювання паралаксу далеких зір може виявити структуру простору і пояснює, що результати такого досліду можуть бути витлумачені двома шляхами, а саме: геометрія простору є неевклідовою, а світлові промені рухаються по прямих; або ж геометрія є евклідовою, а світлові промені рухаються по кривих. Ці тлумачення є рівноправними, і наш вибір одного з них базуватиметься лише на зручності. Звідси, робить висновок Пуанкаре, евклідова геометрія ніколи не втратить своєї актуальності — вона є найпростішою.

## Нагороди та відзнаки
- 1900 — золота медаль королівського астрономічного товариства (англ. Gold Medal of the Royal Astronomical Society)
- 1905 — Медаль Маттеуччі
- 1905 — Премія Бояї
- 1911 — медаль Кетрін Брюс Тихоокеанського Астрономічного Товариства

На честь ученого названі кратер на Місяці та астероїд 2021 Poincaré.

## Твори
- Oeuvres, t. 1—11. P., 1916—56.
- Les methodes nouvelles de la mécanique céleste, t. 1—3. Р., 1892—97.
- Leçons de mécanique céleste, t. 1—3. P., 1905—1906.

у російських перекладах
- Ценность науки. М., 1906.
- Наука и гипотеза. СПб., 1906:
  - главы IX, X, XI из части IV Природа (в редакции 1990 г., на сайте VIVOS VOCO!);
- Наука и метод. СПб., 1910:
  -  [Архівовано 27 серпня 2011 у WebCite] (в редакции 1983 г., в библиотеке Института философии РАН [Архівовано 17 липня 2007 у Wayback Machine.]),
  - отрывок, опубликованный в журнале «Химия и жизнь[ru]», № 6, 1980 г. (на сайте VIVOS VOCO!);
- Последние мысли. П., 1923.
- О кривых, определяемых дифференциальными уравнениями. М. — Л., 1947.
- Избр. труды, т. 1—3. М., 1971—74.
- Наука и метод. Избранные тексты на французском и русском языках. [Архівовано 26 лютого 2007 у Wayback Machine.]